# Rifugio Tita Piaz
Il rifugio Tita Piaz si trova a 1.417 m nel comune di Ampezzo (UD). Sorge nei pressi del passo del Pura, tra i monti Nauleni e Tinisuta, sulla strada di collegamento tra Sauris e Ampezzo.

## Storia
Nel 1890 il comune di Ampezzo decise di sostituire la vecchia baita-bivacco con un rustico in muratura a 2 piani, con annessa stalla per equini, che venne adibita a osteria con alloggio che ospitò i viandanti per oltre un trentennio. La costruzione della strada tra Ampezzo e Sauris lungo l'orrido del Lumiei e l'abbandono di quella sul monte Pura causò la chiusura dell'osteria nel 1932. Nel 1942 la struttura venne trasformata in un rifugio dedicato alla guida alpina Tita Piaz, tuttavia l'inaugurazione avvenne solo a guerra finita, il 12 settembre 1948. Ammodernamenti si ebbero nel 1967 e nel 1973 fino a raggiungere l'attuale confortevole assetto.

## Caratteristiche ed informazioni
Il rifugio, di proprietà del comune di Ampezzo, è una grande costruzione in legno e muratura con ampio piazzale antistante per parcheggio autovetture e terrazza esposta al sole.

## Accessi
- Da Sauris si segue la strada lungo l'invaso del torrente Lumiei fino alla fine del lago; all'imbocco della valle si prende la strada di destra per il passo del Pura e il rifugio.
- Dalla Statale Carnica 52, tra Ampezzo e Forni di Sotto, al km 35,9 (Osteria del Pura) si prende la strada panoramica a destra (arrivando da Ampezzo), che raggiunge il Passo Pura e, subito dopo, il rifugio.

## Ascensioni
- Al monte Sesìlis (1.812 m), ore 2 E
- Al monte Nauleni (1.790 m), ore 0,45 EE
- Al monte Tinisa (2.120 m) con brevi tratti di I e II grado.

## Curiosità
Il sentiero che parte dal rifugio e percorre il Bosco Flobia è studiato appositamente per non vedenti.